# Cosma Spessotto
Cosma Spessotto, né en 1923 et mort en 1980, est un prêtre catholique franciscain italien. Missionnaire au Salvador, il fut assassiné par la police du régime pour avoir continué ses activités sacerdotales auprès des pauvres. 
Reconnu martyr par l'Église catholique, il est vénéré comme bienheureux et fêté le 14 juin.

## Biographie
Sante Spessotto est né le 28 janvier 1923, dans une famille d'agriculteurs à Mansuè. Il entre chez les franciscains à 12 ans, où il fait sa profession religieuse sous le nom de Frère Cosma. Ordonné prêtre le 27 juin 1948, il manifeste à ses supérieurs son désir d'être missionnaire en Chine. À cause de la guerre civile qui mène les communistes au pouvoir, son projet échoue. En 1950, Cosma Spessotto est envoyé en mission au Salvador. 

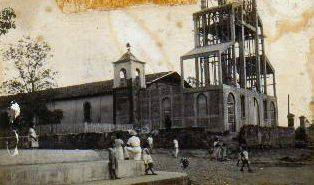
Construction de l'église paroissiale en 1960.

Il prend en charge la communauté chrétienne de San Juan Nonualco. À partir de rien, il construit une église paroissiale, fait le catéchisme en plein air, organise une école et un lieu de formation professionnelle pour les agriculteurs. Cosma Spessotto est très aimé de la population, du fait de sa disponibilité envers tous.
Lorsque la guerre civile éclate dans les années 1970, il prêche la paix et condamne les atrocités commises par les deux camps. Malgré plusieurs menaces de mort, il travaille à ce que sa paroisse ne soit pas un lieu de haine. Un grand nombre de ses paroissiens sont toutefois tués lors des opérations de contre-insurrection. Il organise la solidarité et enterre chacune des victimes. Cosma Spessotto se prépare à mourir, et écrit quelques jours avant sa mort : « Le martyre est un don de Dieu, une grâce. Je suis prêt ».
Le 14 juin 1980, jour de la fête du Cœur immaculé de Marie, alors qu'il prie à genoux dans l'église avant de célébrer la messe, il est tué par un groupe de policiers. Avant d'expirer, il dit au prêtre qui lui administre les sacrements : « Je leur pardonne ».

## Vénération

### Béatification

#### Reconnaissance du martyre
Le 26 mai 2020, le pape François reconnaît le martyre de Cosma Spessotto, et signe le décret de sa béatification. 
Il fut solennellement proclamé bienheureux le 22 janvier 2022, au cours d'une messe qui célébrée à San Salvador par le cardinal Gregorio Rosa Chávez. Avec lui, d'autres martyrs furent  élevés à la gloire des autels : Rutilio Grande et ses compagnons Manuel de Solórzano (es) et Nelson Rutilio Lemus.